# کنستانتین رائوتسکی
کُنستانتین رائوتسکی (رومانیایی: Constantin Rauțchi؛ زاده ۲۲ مه ۱۹۳۴ – ۱۷ نوامبر ۱۹۸۴) بازیگر اهل رومانی بود.
از فیلم‌ها یا مجموعه‌های تلویزیونی که وی در آن‌ها نقش داشته‌است، می‌توان به سرنوشت بد، از میان خاکسترهای امپراتوری، والس تایتانیک و تله مزدوران اشاره نمود.